# Manuel Martín del Campo y Padilla
Manuel Martín del Campo y Padilla, (Morelia, Michoacán, 28 de enero de 1904 - 6 de abril de 1972) fue un sacerdote y arzobispo mexicano que se desempeñó como 6° arzobispo de Morelia, 7° obispo de León; fue participante en el Concilio Vaticano II.

## Biografía
Manuel Martín del Campo y Padilla nació en Morelia, Michoacán, el 28 de enero de 1904.  
Fue hijo de don Ignacio Martín del Campo y Romo de Vivar, y de doña Altagracia de Padilla-Dávila y Gómez.  
Su abuelo fue Ignacio Martín del Campo y Díaz de Vivar, descendiente del capitán Lázaro Martín del Campo, natural de Villamartín de Campos, uno de los primeros españoles en poblar la región de los Altos de Jalisco. 
Recibió la ordenación sacerdotal en Roma, de manos del cardenal vicario Basilio Pompili el 30 de octubre de 1927. 
El 3 de agosto de 1946 fue preconizado por el Papa Pío XII como obispo titular de Aulona, y en 1948 fue nombrado coadjutor con derecho a sucesión de la entonces diócesis de León.  
Fue consagrado en León el 27 de octubre de 1946.  
Trasladado a la sede de León el 26 de diciembre de 1948. 
Entre 1962 y 1965 participó en el Concilio Vaticano II, formando parte de cuatro sesiones, y ganando consideración de "padre conciliar".
El 10 de junio de 1965 fue nombrado obispo titular de Vadesi y coadjutor al Arzobispado de Morelia con derecho a sucesión.  
El 7 de febrero de 1970 sucedió como 6° arzobispo de Morelia. 
Murió en la Ciudad de México el 6 de abril de 1972.